# Hardegsen

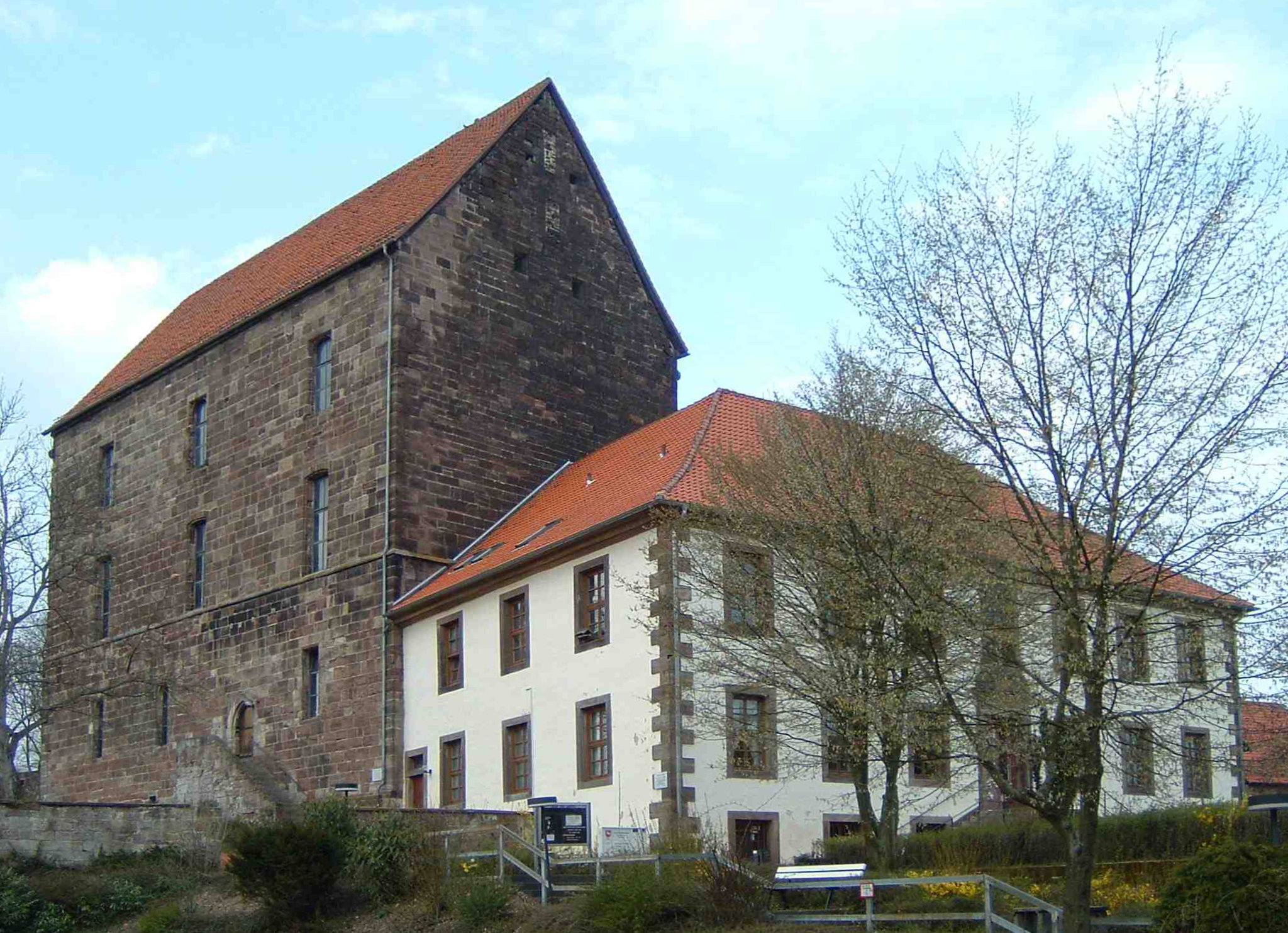

Hardegsen är en stad i Landkreis Northeim i förbundslandet Niedersachsen i Tyskland.